# 玉造 (成田市)
玉造（たまつくり）是日本千叶县成田市下辖的一个町。2014年2月町内人口7,212人。玉造町由一丁目至七丁目七个丁目组成。邮政编码286-0011。

## 教育
玉造下分为七个丁目，有小学和初中负责以下指定地区学生的教育。
| 地区       | 小学       | 初级中学 |
| ---------- | ---------- | -------- |
| 玉造一丁目 | 玉造小学   | 玉造中学 |
| 玉造二丁目 | 玉造小学   | 玉造中学 |
| 玉造三丁目 | 玉造小学   | 玉造中学 |
| 玉造四丁目 | 玉造小学   | 玉造中学 |
| 玉造五丁目 | 神宮寺小学 | 玉造中学 |
| 玉造六丁目 | 神宮寺小学 | 玉造中学 |
| 玉造七丁目 | 神宮寺小学 | 玉造中学 |

## 人口
2014年2月盯内人口。
| 地区       | 人口  |
| ---------- | ----- |
| 玉造一丁目 | 965   |
| 玉造二丁目 | 1,168 |
| 玉造三丁目 | 691   |
| 玉造四丁目 | 879   |
| 玉造五丁目 | 842   |
| 玉造六丁目 | 1,336 |
| 玉造七丁目 | 1,331 |
| 合計       | 7,212 |

## 交通

### 铁路
- 京成电铁成田機場線擦境而过，在一旁的松崎町内设成田汤川站。
- 成田线（我孙子支线）擦境而过在玉造町旁并无站点。

### 公路
- 主要地方道
  - 千叶县道18号成田安食线